# Strajk (film 2006)
Strajk (niem. Strajk. Die Heldin von Danzig) – filmowy dramat historyczny z 2006 roku w reżyserii Volkera Schlöndorffa, wyprodukowany w koprodukcji niemiecko-polskiej, luźno oparty na biografii Anny Walentynowicz.

## Fabuła
Agnieszka Kowalska to ciężko pracująca spawaczka w Stoczni Gdańskiej im. Lenina, która wielokrotnie otrzymuje  wyróżnienia za przekraczanie norm produkcyjnych. Mimo że jest wdzięczna stoczni za zapewnienie jej zawodu i domu, po ceremonii nagrodzenia spotyka się z wrogością innych robotnic, które oskarżają ją o zbyt ciężką pracę. Agnieszka próbuje walczyć o lepsze warunki pracy, w tym dłuższą przerwę obiadową; niezależnie organizuje dostarczanie zupy robotnikom, a następnie decyduje się zostać pierwszą kobietą-operatorem dźwigu, ucząc się czytać i pisać. Po diagnozie raka nerki wychodzi za mąż za sąsiada Kazimierza, który obiecuje wychować jej syna Krystiana, ale Kazimierz niespodziewanie umiera z zawału serca podczas miesiąca miodowego.
Kiedy partyjny urzędnik żąda od Agnieszki, by namówiła robotników do jeszcze cięższej pracy, ta odmawia, wiedząc o ich wyczerpaniu. Dochodzi do tragicznego pożaru, w którym ginie 21 robotników, w tym jej przyjaciel Mateusz. Dyrekcja stoczni odmawia wypłacenia odszkodowań rodzinom ofiar i fałszuje karty pracy, by ukryć nadgodziny. Agnieszka sprzeciwia się tym działaniom, co wpływa na przyszłość jej syna – okazuje się, że ojcem Krystiana jest Sobecki, partyjny urzędnik. Po strajkach z 1970 roku, w których Agnieszka zostaje aresztowana i pobita, film przenosi akcję do 1978 roku, gdy zostaje zwerbowana do podziemnej gazety „Robotnik”. Po wyborze Karola Wojtyły na papieża Jana Pawła II Agnieszka angażuje się w kolportaż ulotek, za co zostaje zwolniona ze stoczni. Jej zwolnienie wywołuje strajk solidarnościowy, który rozszerza się na inne stocznie i ostatecznie prowadzi do podpisania porozumień sierpniowych i narodzin „Solidarności”.

## Obsada
- Katharina Thalbach – jako Agnieszka Kowalska-Walczak (w domyśle Anna Walentynowicz)
  - Dubbing: Agnieszka Pilaszewska
- Andrzej Chyra – jako elektryk Leszek (w domyśle Lech Wałęsa)
- Andrzej Grabowski – jako Henryk Sobecki, przewodniczący rady zakładowej, ojciec Krystiana
- Wojciech Pszoniak – jako Kamiński
- Rafael Remstedt – jako Krystian w dzieciństwie
- Dominique Horwitz – jako Kazimierz Walczak, mąż Agnieszki
- Dariusz Kowalski – jako brygadzista Bochnak
- Krzysztof Kiersznowski – jako Mateusz
- Wojciech Solarz – jako Krystian
- Maria Maj-Talarczyk – jako Chomska
- Ewa Telega – jako Mirka
- Marta Straszewska – jako Maria
- Florian Staniewski – jako dyrektor stoczni
- Barbara Kurzaj – jako Elwira
- Joanna Bogacka – jako Szymborska
- Henryk Gołębiewski – jako Marek
- Magdalena Smalara – jako Renata
- Wojciech Kalarus – jako nauczyciel
- Bogusław Spodzieja – jako Andrzej
- Marta Kalmus – jako robotnica
- Magdalena Boć – jako robotnica
- Elżbieta Mrozińska-Siastacz – jako sekretarka dyrektora
- Izabela Gulbierz – jako lekarka
- Hubert Duszyński – jako strażnik
- Marek Brodzki – jako doktor
- Krzysztof Gordon – jako urzędnik
- Jowita Budnik – jako Dobrowolska
- Janusz B. Czech – jako działacz partyjny
- Dorota Kolak – jako żona Kamińskiego
- Hubert Koprowicz – jako robotnik
- Anna Wydra – jako żona elektryka
- Piotr Gulbierz – jako strażnik
- Dariusz Siastacz – jako robotnik
- Elżbieta Kaczmarska – jako strażniczka
- Adam Trela – jako Jagielski
- Katarzyna Filimoniuk – jako opozycjonistka
- Julia Popkiewicz – jako robotnica
- Patrycja Ziomek – jako sąsiadka
- Piotr Wierzbowski – jako robotnik
- Paweł Śreniawa-Pisarski – jako robotnik
- Piotr Paluszkiewicz – jako robotnik
- Agnieszka Przywarska – jako mała dziewczynka

## Produkcja
Film zrealizowano w dniach 16 października – 27 listopada 2005 roku w Gdańsku przy wsparciu finansowym bawarskiej fundacji FFF Bayern. Geneza projektu sięga 1980 roku, kiedy Sylke Rene Meyer, współautorka scenariusza (obok Andreasa Pflügera), przeczytała w „Der Spieglu” artykuł o „Solidarności”. W pamięci pozostało jej zdjęcie kobiety przemawiającej do stoczniowców, która okazała się Anną Walentynowicz. Meyer, która wcześniej nakręciła film dokumentalny o Annie Walentynowicz i spotkała się z nią w 1998 roku, postanowiła opowiedzieć jej historię w fabularyzowanej formie.
Główna aktorka Katharina Thalbach i reżyser Volker Schlöndorff znali się już z planu Blaszanego bębenka, gdzie Kati (jak zdrobniale nazywał ją reżyser) zagrała Marię Matzerath. Aby lepiej wcielić się w rolę Agnieszki, Thalbach oglądała dokumenty o Annie Walentynowicz, filmy archiwalne oraz czytała różne materiały źródłowe. W filmie wystąpiła również Anna Thalbach, córka Kathariny. Na planie reżyser rozmawiał z aktorami i ekipą w językach niemieckim, polskim i angielskim. Realizacja sceny wjazdu Agnieszki do stoczni wymagała pracy ponad 300 statystów, a filmowy sierpień został nakręcony w listopadzie, niekiedy przy minusowych temperaturach. W produkcji wykorzystano również fragmenty filmów dokumentalnych Grudniowe taśmy, Nieznane katastrofy, Robotnicy ’80, Anna proletariuszka oraz Jan Paweł II.

## Kontrowersje
Pierwotnie fabuła filmu miała ukazywać historię konkretnie Anny Walentynowicz, która nie zgodziła się na wykorzystanie swojego nazwiska w scenariuszu. W związku z tym osoba Anny Walentynowicz stała się pierwowzorem głównej postaci, nazwanej Agnieszka Kowalska-Walczak. Po premierze Anna Walentynowicz uważała film za kłamstwo historyczne i ostro krytykowała przedstawienie walczących robotników jako alkoholików i postacie o dwuznacznej moralności. Producent filmu przeprosił za fikcyjne fragmenty, które godzą w dobre imię bohaterki Solidarności i obiecał wpłacić kwotę na rzecz Kliniki Chorób Oczu Akademii Medycznej w Gdańsku.
Postać Agnieszki Kowalskiej-Walczak, wzorowanej na Annie Walentynowicz, została przedstawiona w filmie jako analfabetka, a jej syn jako nieślubny i członek ZOMO, co stanowi elementy fikcyjne dzieła. W odpowiedzi na to adwokat Walentynowicz, Stefan Jaworski, zapowiedział w 2006 roku wejście na drogę prawną w obronie naruszonych dóbr osobistych Anny Walentynowicz.

## Wyróżnienia
- Dwie Bawarskie Nagrody Filmowe: dla głównej aktorki (Katharina Thalbach) i za zdjęcia (Andreas Höfer)
- 2008: Orzeł, Polska Nagroda Filmowa (nominacja) w kategorii: najlepsza scenografia Roberta Czesaka
- 2008: Orzeł, Polska Nagroda Filmowa (nominacja) w kategorii: najlepsze kostiumy dla Ewy Krauze